# Oleg Kaixin
Oleg Kaixin (rus: Олег Владимирович Кашин)  (Kaliningrad, 17 de juny de 1980) Oleg Vladímirovitx Kaixin  és un periodista i activista rus conegut pels seus articles polítics. El 2010 va ser víctima d'un atac violent que va aixecar protestes, la cobertura dels mitjans internacionals i una resposta del president de Rússia.

## Biografia
El 2001 Kaixin es va graduar a l'Acadèmia de Flota Pesquera de l'Estat Bàltic amb una carrera de navegació marítima. Mentre estudiava, va ser redactor del Komsomólskaia Pravda a Kaliningrad on va expressar els seus punts de vista més aviat espinosos. Es va especialitzar en entrevistes exclusives i reportatges especials per a aquest diari fins a l'any 2003, quan es va traslladar a Moscou i va començar a treballar com a periodista per Komsomólskaia Pravda a Moscou. Després de deixar el diari, es va convertir en redactor de Kommersanti va esdevenir el periodista rus de referència cobrint els moviments polítics juvenils, des del Partit Nacional Bolxevic a Naixi. Va deixar Kommersant el juny de 2005, insatisfet amb la destitució del director general Andrei Vassiliev. Després de sortir de Kommersant, va treballar per a diversos mitjans, incloent-hi Russian Magazine, Big City, Limonka, Izvéstia, Your Day, Globalrus, Re:action, Ekspert i Vzgliad a Moscou.
Kaixin va cobrir una sèrie d'esdeveniments de força major, com la mort d'Aslan Maskhàdov, la destrucció de les gallines infectades amb la grip aviària a l'óblast de Novossibirsk i l'enterrament dels equips de rescat morts durant la presa d'ostatges de Beslan. Va ser pres per miliciants i colpejat diverses vegades, sense deixar de complir els seus deures de periodistes 
El 2007 es va convertir en un redactor habitual i en editor adjunt de la revista Russian Life. El 2009, va tornar a Kommersant com a corresponsal especial.
El 6 de novembre de 2010, Kaixin va ser agredit per desconeguts prop de casa seva a Moscou. Va ser hospitalitzat amb diverses fractures. La policia va tractar l'atac com un intent d'assassinat. El president Medvédev va dir que els assaltants havien de ser "trobats i castigats". Abans de l'atac, Kaixin havia estat cobrint la proposta de construir una autopista a través del bosc de Khimki, prop de Moscou. Els seus reportatges sobre moviments polítics juvenils i protestes polítiques també havien provocat respostes agressives de molts grups favorables amb el Kremlin, incloent-hi la Jove Guàrdia de Rússia Unida, unes joventuts associades amb el partit polític Rússia Unida, presidit per Vladímir Putin. L'atac va ser un dels temes en el documental Putin's Kiss (2012).

## Galeria d'imatges

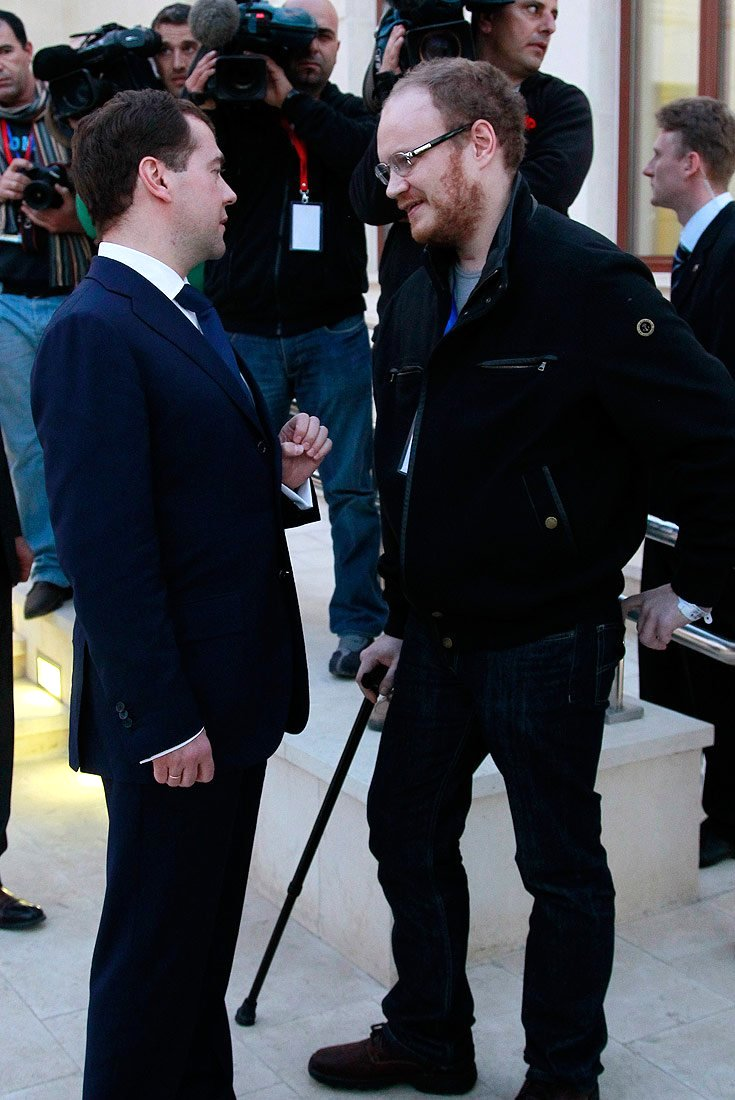
Dmitri Medvédev coneix Oleg Kaixin després de la seva agressió, el 2011
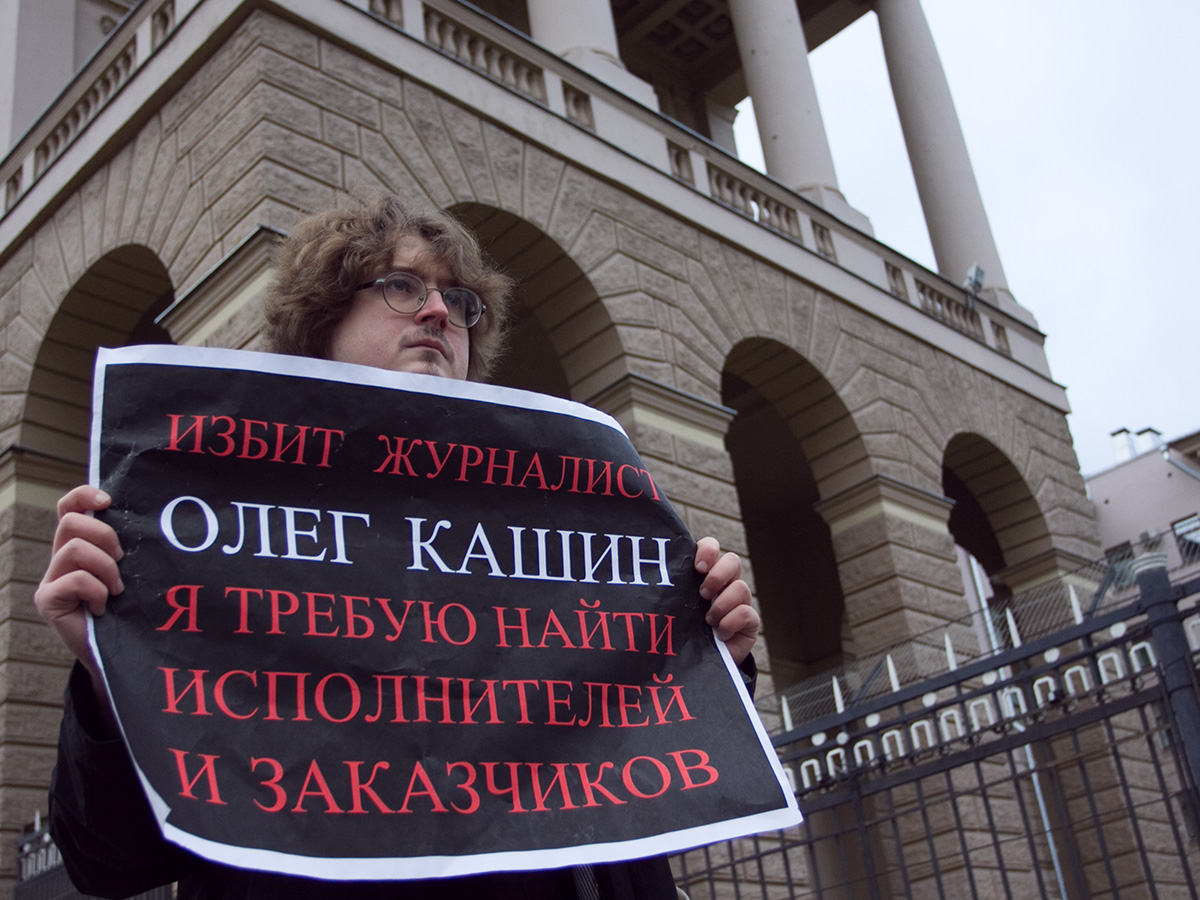
Protesta per reclamar una investigació sobre l'atac a Oleg Kaixin